# الدوري البرتغالي الدرجة الثانية 1993–94
الدوري البرتغالي الدرجة الثانية 1993–94 هو موسم من الدوري البرتغالي الدرجة الثانية. فاز فيه أمورا ‏.